# Pseudocoladenia
Pseudocoladenia este un gen de fluturi din familia Hesperiidae. 

## Specii
- Pseudocoladenia dan (Fabricius, 1787)
- Pseudocoladenia dea (Leech, 1894)
- Pseudocoladenia festa (Evans, 1949)
- Pseudocoladenia fatua (Evans, 1949)
- Pseudocoladenia pinsbukana (Shimonoya & Murayama, 1976)